# Antonietta Di Martino
Antonietta Di Martino (Cava de' Tirreni, 1 de junio de 1978) es una atleta italiana de salto de altura.

## Trayectoria
En campeonatos mundiales de atletismo, Di Martino ha conquistado una medalla de plata en Osaka 2007, con una marca y récord nacional, de 2,03 m; y en Daegu 2011, logró la presea de bronce con una altura de 2 m. 
En Campeonatos Europeos de Atletismo en Pista Cubierta, se ha agenciado una medalla de oro en la edición de 2011 (2,01 m), y una de plata en 2007 (1,96 m); mientras que en campeonatos mundiales, ha logrado una presea de plata en Estambul 2012 que fue compartida con la rusa Anna Chicherova y la sueca Ebba Jungmark con marca de 1,95 m.
Asimismo, ha participado en los Juegos Olímpicos de Pekín 2008, en el que se ubicó en la décima posición, para la ronda final (1,93 m).

## Marcas personales
| Prueba                           | Marca    | Viento | Lugar                   | Fecha                 |
| -------------------------------- | -------- | ------ | ----------------------- | --------------------- |
| 800 m                            | 2' 24,21 |        | Arlés (FRA)             | 01/07/2007            |
| 100 m vallas                     | 14,11 s  | +1,9   | Arlés (FRA)             | 30/06/2001            |
| Salto de altura                  | 2,03 m   |        | Osaka (JPN) Milán (ITA) | 02/09/2007 24/06/2007 |
| Salto de longitud                | 5,60 m   |        |                         |                       |
| Lanzamiento de peso              | 11,74 m  |        |                         |                       |
| Lanzamiento de jabalina          | 46,64 m  |        | Arlés (FRA)             | 01/07/2001            |
| Heptatlón                        | 5542     |        | Macerata (ITA)          | 27/05/2001            |
| Salto de altura (pista cubierta) | 2,04 m   |        | Banská Bystrica (SVK)   | 09/02/2011            |
| Pentatlón (pista cubierta)       | 3980     |        | Génova (ITA)            | 21/01/2001            |